# Tomas Fåglum

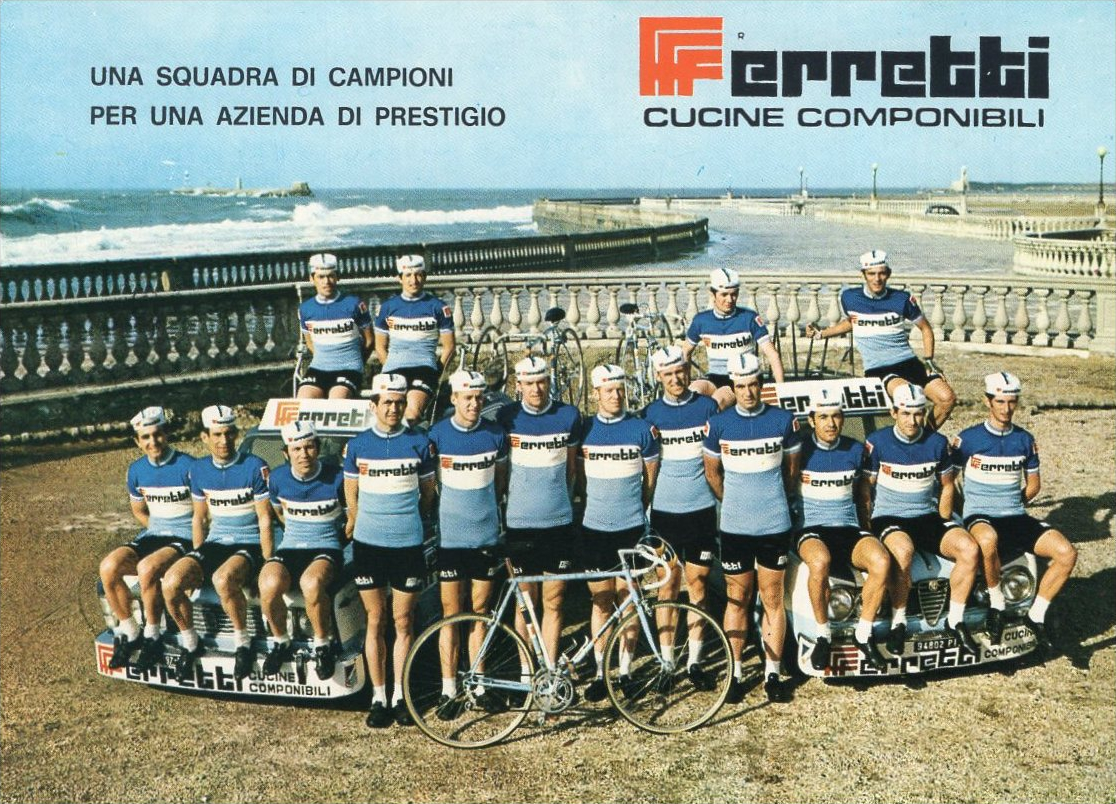
Ferrettis cykelteam 1971.

Rune Tomas Fåglum, ursprungligen Pettersson, född 15 maj 1947, är en svensk före detta cyklist, den yngste av "Bröderna Fåglum". Han bytte sitt efternamn från Pettersson till Fåglum liksom bröderna Erik och Sture gjorde, medan deras mer berömde bror Gösta valde att behålla efternamnet Pettersson.
Tomas Fåglum var aktiv cyklist under 1960- och 1970-talet och professionell 1970-1973. Han körde under sin professionella karriär för två stall, Ferretti och Scic, båda från Italien. Åren 1970 och 1971 deltog Fåglum i Tour de France med en 36:e placering i sammandraget som bästa resultat.
Han erhöll Svenska Dagbladets guldmedalj 1967 tillsammans med sina bröder Gösta, Sture och Erik för segern i VM i lagtempo i Heerlen, Nederländerna 1967. Stor grabb nr. 6 (62 poäng).

## Segrar

### Segrar under amatörkarriären

#### 1964
- JSM-guld i lag 1964.[4]

#### 1965
- SM-guld i stafett 1965.[4]
- JSM-guld i tempo och linjelopp 1965.[4]
- NM-guld (junior) i linjelopp 1965.[4]

#### 1966
- Solleröloppet
- SM-guld i lag 1966.[4]

#### 1967
- SM-guld i lag 1967.[4]

#### 1968
- NM-guld i linjelopp.[4]
- SM-guld i tempo.[4]
- SM-guld i lag 1968.[4]

#### 1969
- SM-guld i lagtempo.[4]
- SM-guld i lag 1969.

#### Övriga
Dessutom fyra nordiska lagmästerskap.

### Segrar under den professionella karriären
1970
- Trofeo Baracchi (Italien) (med Gösta "Fåglum" Pettersson)

1971 
- 5:e etappen av Romandiet runt (Schweiz), Lugano

1972 
- 1:a etappen av Tirreno-Adriatico (Italien), Alatri
- 5:e etappen av Tirreno-Adriatico (Italien), San Benedetto del Tronto